# Topton
Topton es un borough ubicado en el condado de Berks en el estado estadounidense de Pensilvania. En el año 2000 tenía una población de 1.948 habitantes y una densidad poblacional de 1,098.1 personas por km².

## Geografía
Topton se encuentra ubicado en las coordenadas 40°30′11″N 75°42′06″O / 40.50306, -75.70167.

## Demografía
Según la Oficina del Censo en 2000 los ingresos medios por hogar en la localidad eran de $45,888 y los ingresos medios por familia eran $56,667. Los hombres tenían unos ingresos medios de $38,144 frente a los $25,476 para las mujeres. La renta per cápita para la localidad era de $24,009. Alrededor del 3.8% de la población estaba por debajo del umbral de pobreza.